# Котиглет (Бихор)
Котиглет (рум. Cotiglet) насеље је у Румунији у округу Бихор у општини Чеика. Oпштина се налази на надморској висини од 189 m.

## Становништво
Према подацима из 2002. године у насељу је живело 495 становника, од којих су сви румунске националности.